# Tatort: Trimmel und der Tulpendieb
Trimmel und der Tulpendieb ist ein Fernsehfilm aus der Fernseh-Kriminalreihe Tatort der ARD und des ORF. Der Film wurde vom NDR als Koproduktion mit dem niederländischen Sender TROS produziert und am 10. Oktober 1976 zum ersten Mal gesendet. Er ist die 67. Folge der Tatort-Reihe, der achte mit Kommissar Trimmel.

## Handlung
Drei Männer haben in Hamburg einen Geldtransport überfallen. Zwei von ihnen, der niederländische ehemalige Armeepilot Piet Brügge und der Deutsche Helmut Rostock, sind über die deutsch-niederländische Grenze entkommen. Der dritte, Reismann, wurde von Trimmel geschnappt und gibt dem Kommissar im Verhör den Ort REM als Treffpunkt an, an denen sich die drei verabredet haben. Zuerst glauben die Ermittler an Remagen, Remscheid oder Nigeria, wo Piet als Söldner im Biafra-Krieg gekämpft hat.
Tatsächlich liegt REM an der Küste bei Amsterdam. Helmut und Piet treffen sich, nachdem sie sich an der Grenze getrennt hatten, auf dem Offshorebauwerk REM, das früher dem TV-Piratensender Radio TV Nordzee gehörte und jetzt nur noch als Messstation fungiert. Sie erwarten dort ihre alten britischen Söldner-Kameraden, die sie abholen sollen. Plötzlich taucht ein Touristenpaar auf der Plattform auf und wird von den beiden als Geisel genommen. Es kommt zu einem Streit zwischen Piet und Helmut, da der männlichen Geisel die Flucht gelang, nachdem die Frau ein Notsignal mit der Leuchtpistole abgesetzt hatte.
Trimmel reist nach Amsterdam und nimmt Kontakt mit der dortigen Polizei auf. Nachdem sich die Besatzung des Polizei-Helikopters dort umgesehen und Piet entdeckt hat, nehmen die Geiselnehmer Kontakt mit der Polizei auf. Es entbrennt ein Katz und Maus-Spiel zwischen der Polizei und untereinander. Ihre englischen Freunde haben aufgrund der veränderten Situation wieder kehrtgemacht. Piet verlangt einen Hubschrauber und 1 Million Gulden, Helmut zusätzlich Reismann. Er überwältigt Piet, dem er nicht mehr traut. Trimmel und seine Kollegen erfahren in Piets ehemaliger Kaserne, wie dieser zu seinem Namen in der Boulevardpresse kam. In einer Wette hatte es Piet geschafft, Tulpen aus dem königlichen Garten mittels eines Helikopters zu stehlen und wurde daraufhin unehrenhaft entlassen. Danach verdingte er sich als Söldner.
Als Reismann ihnen ausgeliefert wird, erschießt er Helmut mit Piets Waffe, weil er sich von ihm betrogen fühlt. Piet ist längst nicht mehr von seinem Plan überzeugt und versucht mit dem Fluchthelikopter und der Frau zu entkommen. Der von Piet entwaffnete Reismann hat sich heimlich die Leuchtpistole des Helikopters angeeignet, als er das Geld für Piet dort umgeladen hat. Als Piet und die Frau im Helikopter sitzen und Reismann zurücklassen wollen, schießt dieser auf Piet. Dessen Jacke fängt Feuer und die Polizeischarfschützen erschießen den taumelnden Geiselnehmer. Reismann wird von ihnen angehalten, sich zu ergeben.

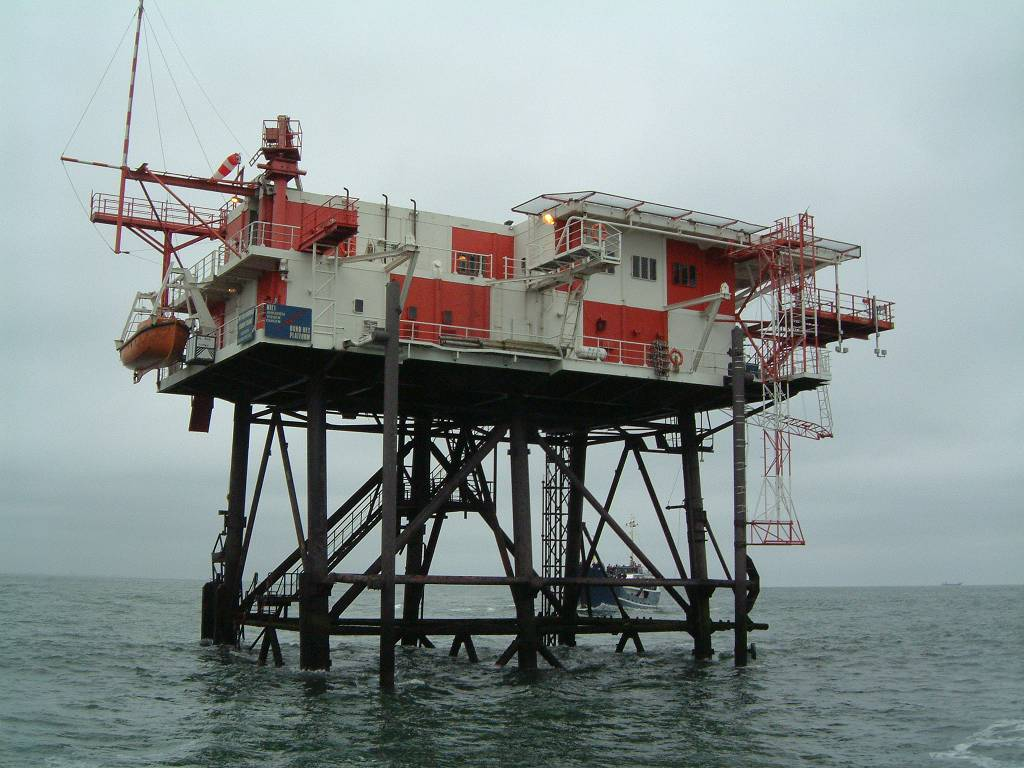
Der Großteil der Handlung spielt auf REM-eiland

## Hintergründe
Neben Drehorten wie Hamburg, Nordhorn und Amsterdam, wurden zahlreiche Szenen auf REM-eiland, vor der niederländischen Küste gedreht. Die Autoren Friedhelm Werremeier und Peter Schulze-Rohr hatten die Plattforminsel Jahre zuvor entdeckt und die Handlung bewusst auf den Ort abgestimmt.
Schauspieler Siem Vroom, der den ehemaligen Vorgesetzten von Piet spielt, wurde später international auch als der holländische Familienvater und Widerstandskämpfer im Film Die Brücke von Arnheim bekannt.